# Metaljka, Pljevlja
Metaljka este un sat din comuna Pljevlja, Muntenegru. Conform datelor de la recensământul din 2003, localitatea are 34 de locuitori (la recensământul din 1991 erau 52 de locuitori).

## Demografie
În satul Metaljka locuiesc 31 de persoane adulte, iar vârsta medie a populației este de 51,2 de ani (56,6 la bărbați și 47,5 la femei). În localitate sunt 11 gospodării, iar numărul mediu de membri în gospodărie este de 3,09.
Această localitate este populată majoritar de sârbi (conform recensământului din 2003).
|  |

| Demografie | Demografie | Demografie |
| An         | Locuitori  | Locuitori  |
| ---------- | ---------- | ---------- |
|            |            |            |
|            |            |            |
|            |            |            |
|            |            |            |
| 1948       | 155        |            |
| 1953       | 163        |            |
| 1961       | 182        |            |
| 1971       | 105        |            |
| 1981       | 82         |            |
| 1991       | 52         | 47         |
| 2003       | 34         | 34         |

| \| Componența etnică conform recensământului din 2003[2] \| Componența etnică conform recensământului din 2003[2] \| Componența etnică conform recensământului din 2003[2] \| Componența etnică conform recensământului din 2003[2] \| Componența etnică conform recensământului din 2003[2] \| \| ----------------------------------------------------- \| ----------------------------------------------------- \| ----------------------------------------------------- \| ----------------------------------------------------- \| ----------------------------------------------------- \| \| \| \| \| \| \| \| Sârbi \| Sârbi \| \| 24 \| 70,58% \| \| Muntenegreni \| Muntenegreni \| \| 10 \| 29,41% \| \| necunoscută \| necunoscută \| \| 0 \| 0% \| |              |  |    |        |
| Componența etnică conform recensământului din 2003 |              |  |    |        |
| |              |  |    |        |
| Sârbi | Sârbi        |  | 24 | 70,58% |
| Muntenegreni | Muntenegreni |  | 10 | 29,41% |
| necunoscută | necunoscută  |  | 0  | 0%     |